# Nemacheilus fasciatus
Espèce
Nemacheilus fasciatus ou Loche fasciée est une espèce de poisson de la famille des Nemacheilidae. La Loche fasciée se rencontre en Indonésie, dans les îles de Sumatra et de Java.
Cette espèce est relativement courante en aquariophilie, la première introduction sur le marché aquariophile remonte à 1914.